# 奧列克桑德羅-阿卡察托韋
48°21′21″N 31°5′14″E / 48.35583°N 31.08722°E
奧列克桑德羅-阿卡察托韋（烏克蘭語：Олександро-Акацатове），是烏克蘭中部的村莊，隸屬基洛夫格勒州的新烏克蘭卡區。該村始建於1870年，面積0.33平方公里，海拔高度166米，2001年人口6，人口密度每平方公里18.2人。